# ميخايلوفكا (مقاطعة سفيردلوفسك)
ميخايلوفكا، سفيردلوفسك أوبلاست (بالروسية: Михайловск) هي إحدى مدن روسيا في الكيان الفدرالي الروسي سفيردلوفسك أوبلاست.